# Ana-Marija Begić
Ana-Marija Begić (ur. 17 stycznia 1994 w Splicie) – chorwacka koszykarka występująca na pozycjach silnej skrzydłowej lub środkowej, reprezentantka kraju, obecnie zawodniczka VBW Arki Gdynia.
4 czerwca 2021 dołączyła do VBW Arki Gdynia.

## Osiągnięcia
Stan na 17 czerwca 2022, na podstawie, o ile nie zaznaczono inaczej.
Drużynowe
- Mistrzyni Chorwacji (2014, 2015)[3][4]
- Brązowa medalistka mistrzostw Polski (2022)[5]
- Zdobywczyni Pucharu Chorwacji (2015)
- Finalistka:
  - pucharu:
    - Chorwacji (2009)
    - Polski (2019[6], 2022[7])

  - Superpucharu Polski (2021)[8]
- Uczestniczka rozgrywek Eurocup (2009/2010, 2017/2018)

Indywidualne
(* – oznacza nagrody przyznane przez portal eurobasket.com)
- MVP ligi chorwackiej (2015)*[4]
- Najlepsza zawodniczka krajowa ligi chorwackiej (2015)*[4]
- Środkowa roku ligi chorwackiej (2015)*[4]
- Największy postęp ligi chorwackiej (2011)*[9]
- Zaliczona do*:
  - I składu:
    - ligi chorwackiej (2015)*[4]
    - defensywnego ligi chorwackiej (2015)*[4]
    - zawodniczek krajowych ligi chorwackiej (2015)*[4]
    - najlepszych nowo-przybyłych zawodniczek ligi chorwackiej (2011)[9]

  - II składu ligi chorwackiej (2011)[9]
  - składu honorable mention ligi:
    - chorwackiej (2014)[3]
    - włoskiej (2021)[10]

Reprezentacja
- Mistrzyni Europy U–18 dywizji B (2011)
- Wicemistrzyni Europy:
  - U–16 (2010)
  - U–16 dywizji B (2009)
- Uczestniczka:
  - mistrzostw Europy:
    - 2015 – 12. miejsce
    - U–18 (2012 – 7. miejsce)

  - kwalifikacji do Eurobasketu (2015, 2017)